# 俄国社会民主工党第一次代表大会

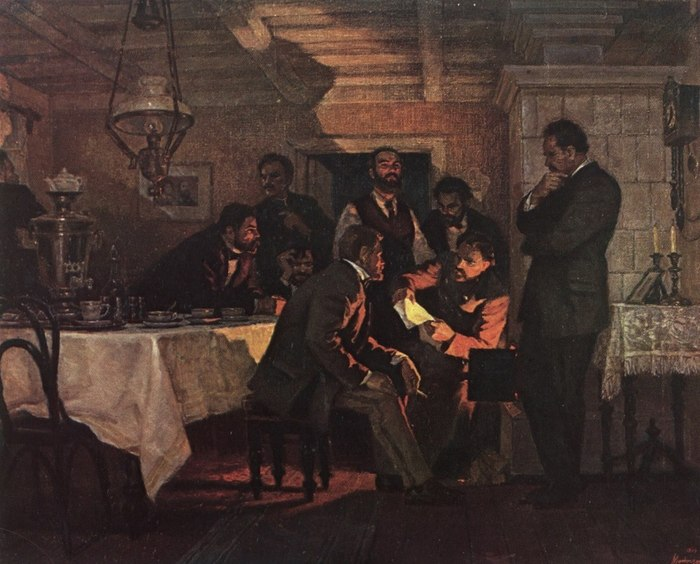
展现俄国社会民主工党一大召开的画作

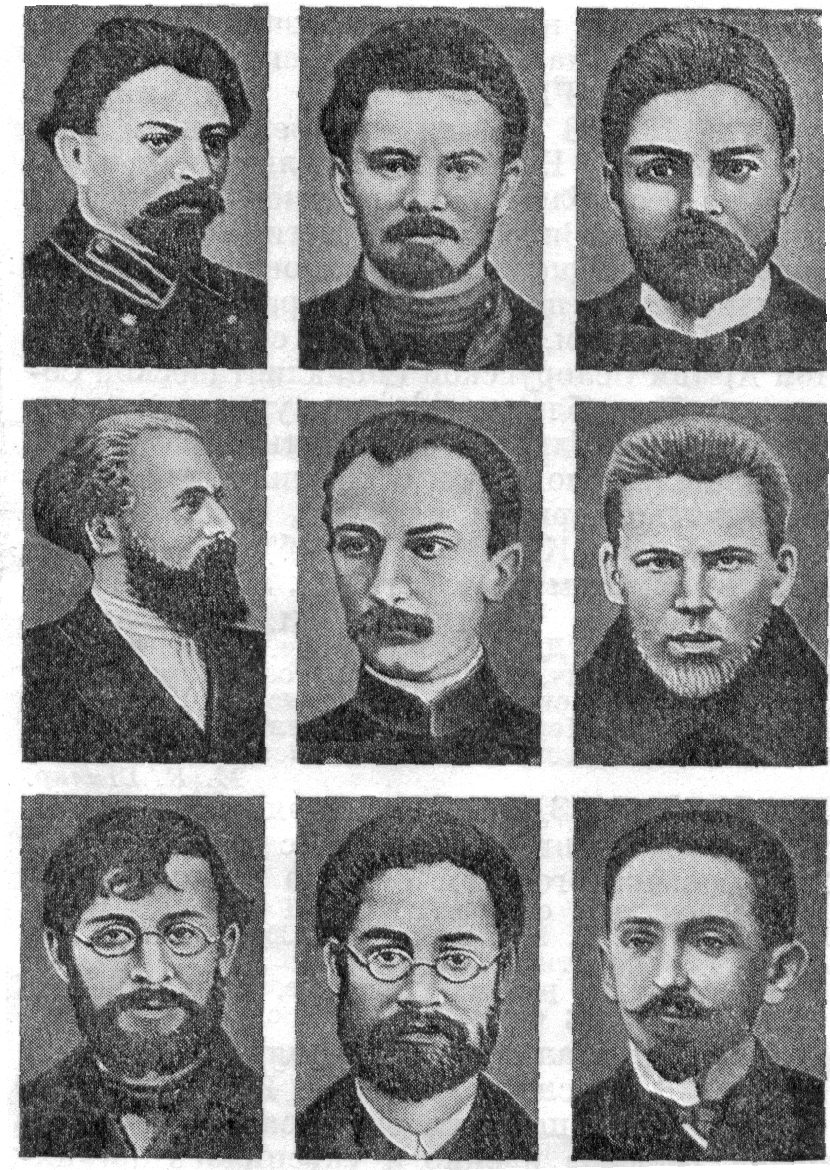
九名与会代表的肖像画

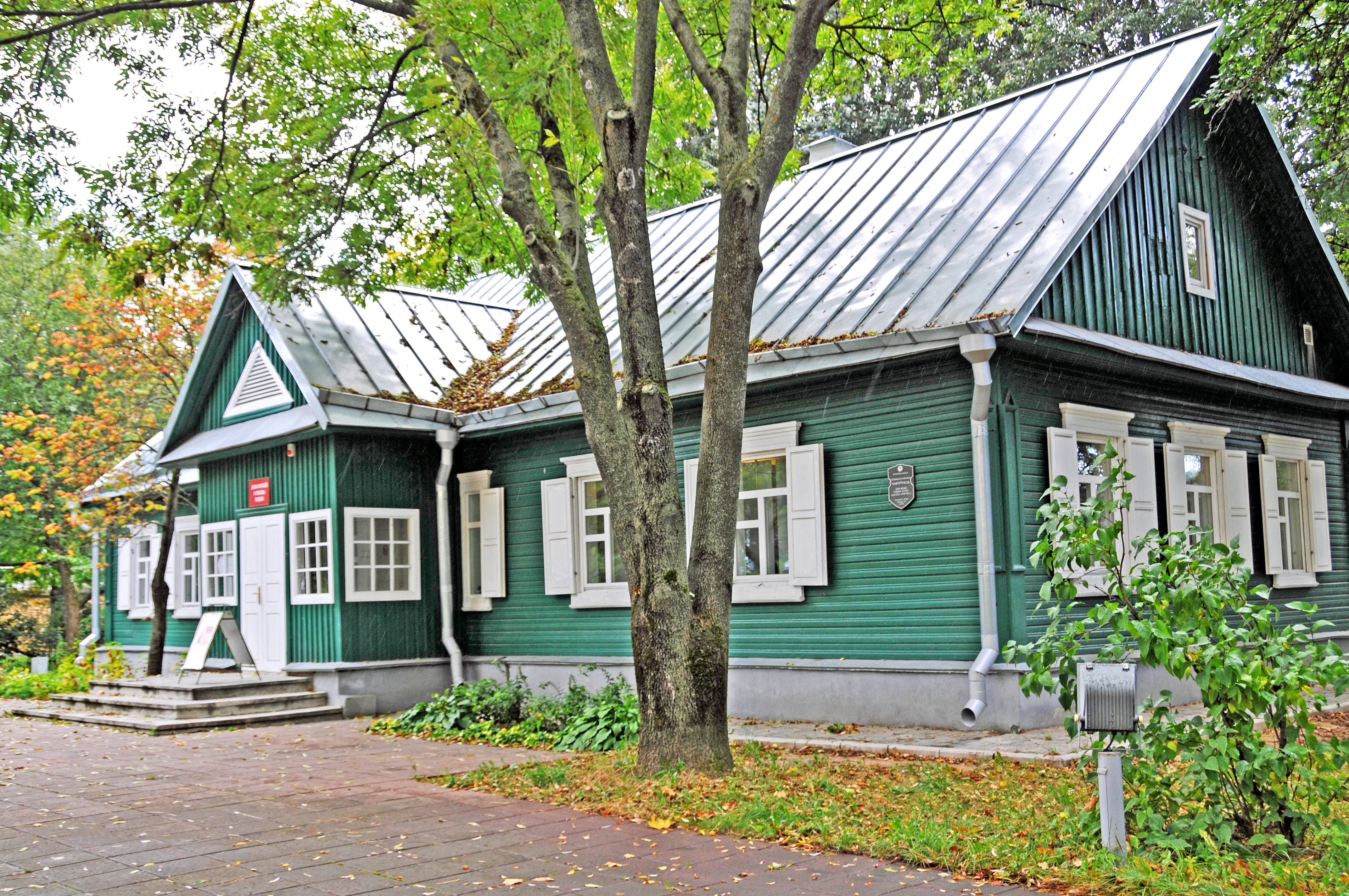
俄国社会民主工党第一次代表大会旧址博物馆

俄国社会民主工党第一次代表大会，即事实上的苏共一大，于公历1898年3月13日至15日（俄历3月1日至3日）在俄罗斯帝国明斯克省省会明斯克市中心一个铁路工人家中秘密进行。
会议的发起者和宣言起草者是彼得·伯纳加多维奇·斯特鲁维，但他并不名列9名代表之内。由于会后9名与会人员有8人在一个月内被逮捕（包括全部3名中央委员会成员），因此本次会议并未真正具有可以执行会议决议的政党常设机构。直到1903年，第二次代表大会转移至俄国国外举行，才通过了该党的《党章》和《纲领》，并且拥有可以执行会议决议的机构中央委员会。

## 与会者
参加这次会议的有来自圣彼得堡、莫斯科、基辅和叶卡捷琳堡的俄羅斯最大的社會民主主義組織工人阶级解放斗争协会成员；来自立陶宛、波兰的犹太工人总联盟的代表；《工人報》社的代表。出席者共计9名。
「工人階級解放鬥爭協會」的代表4人
- 斯捷潘·拉德琴科（聖彼得堡）
- 亞歷山大·萬諾夫斯基（莫斯科）
- 帕維爾·圖恰普斯基（基輔）
- 卡西米爾·彼得魯塞維奇（葉卡捷琳堡）；

猶太工人總聯盟的代表3人
- 什穆埃爾·卡茨[3]
- 阿隆·克雷默
- 阿布拉姆·穆特尼克；

基輔《工人報》社的代表2人
- 鮑里斯·艾德爾曼
- 納坦·維格多爾奇克。

核心議題是黨的組成。大會宣布成立一個馬克思主義的工人政黨，並決定將其命名為俄國社會民主工黨，即俄國各民族無產階級的政黨。大會一致通過的決議規定，崩德、「鬥爭协会」、「工人報社」三个组织合併為一個統一的組織，命名為『俄國社會民主工黨』。

## 会议宣言
1898年4月，大會的《宣言》和決議在巴布鲁伊斯克的崩得地下印刷廠以單行本形式印製，被俄國革命人士視為具有歷史意義的文件。決議特別指出：「現在是時候將俄國社會民主黨的地方力量、小組和組織統一為一個『俄國社會民主工黨』了。」大會結束後，社會民主黨的地方組織和工會採用了俄國社會民主工黨委員會的名稱。

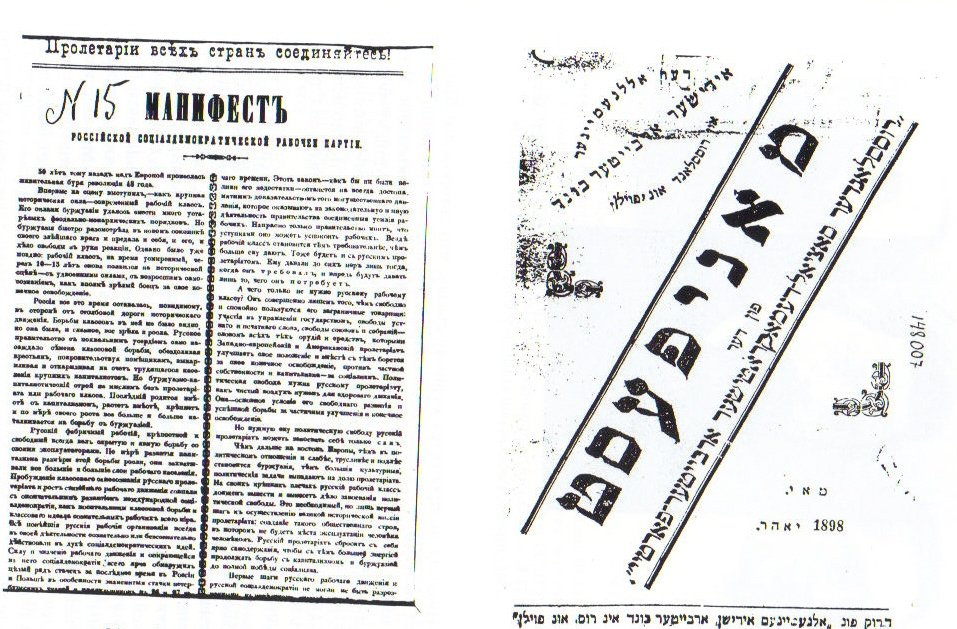
1898年发表的苏共一大宣言

由于此前在基辅召开会议的尝试没有成功，因此这次聚会表面上是庆祝鲁缅采夫妻子的生日。出於保密考慮沒有記錄會議過程，只記錄了決議，会议文件閱後即焚，没有留下可靠的会议记录。大會共舉行了6次會議。